# Kanton Aigrefeuille-d’Aunis
Der Kanton Aigrefeuille-d’Aunis war bis 2015 ein französischer Wahlkreis im Département Charente-Maritime und in der damaligen Region Poitou-Charentes. Er umfasste elf Gemeinden im Arrondissement Rochefort; sein Hauptort (frz.: chef-lieu) war Aigrefeuille-d’Aunis. Die landesweiten Änderungen in der Zusammensetzung der Kantone brachten im März 2015 seine Auflösung. Vertreter im Generalrat des Départements war zuletzt für die Jahre 1998–2015 Christian Brunier (DVD).
Der Kanton Aigrefeuille-d’Aunis war 180,57 km2) groß und hatte 14.310 Einwohner (Stand: 2012).

## Gemeinden
| Gemeinde             | Einwohner Jahr | Fläche km² | Bevölkerungsdichte | Code INSEE | Postleitzahl |
| -------------------- | -------------- | ---------- | ------------------ | ---------- | ------------ |
| Aigrefeuille-d’Aunis | 3.733 (2013)   | 16,76      | 223 Einw./km²      | 17003      | 17290        |
| Ardillières          | 824 (2013)     | 15,7       | 52 Einw./km²       | 17018      | 17290        |
| Ballon               | 775 (2013)     | 12,18      | 64 Einw./km²       | 17032      | 17290        |
| Bouhet               | 848 (2013)     | 15,2       | 56 Einw./km²       | 17057      | 17540        |
| Chambon              | 882 (2013)     | 18,33      | 48 Einw./km²       | 17080      | 17290        |
| Ciré-d’Aunis         | 1.247 (2013)   | 25,76      | 48 Einw./km²       | 17107      | 17290        |
| Forges               | 1.237 (2013)   | 13,58      | 91 Einw./km²       | 17166      | 17290        |
| Landrais             | 776 (2013)     | 15,4       | 50 Einw./km²       | 17203      | 17290        |
| Thairé               | 1.580 (2013)   | 18,74      | 84 Einw./km²       | 17443      | 17290        |
| Le Thou              | 1.873 (2013)   | 19         | 99 Einw./km²       | 17447      | 17290        |
| Virson               | 746 (2013)     | 9,92       | 75 Einw./km²       | 17480      | 17290        |